# Championnats d'Asie de boxe amateur 2005
Navigation
Édition précédente Édition suivante
La 23e édition des championnats d'Asie de boxe amateur s'est déroulée à Hô Chi Minh-Ville, Viêt Nam, du 29 août au 4 septembre 2005.

## Résultats

### Podiums
| Catégories                  | Or                    | Argent              | Bronze                                       |
| Poids mi-mouches (-48 kg)   | Harry Tanamor         | Hong Moo-won        | Nguyen The Hai Suban Punnon                  |
| Poids mouches (-51 kg)      | Lee Ok-sung           | Karim Nouman        | Tran Quoc Viet Enkhbatyn Badar-Uugan         |
| Poids coqs (-54 kg)         | Joan Tipon            | Ougonchulun Bathkuu | Akhil Kumar Mirzhan Rakhimzhanov             |
| Poids plumes (-57 kg)       | Meharullah            | Kim Song-guk        | Arenaldo Moniaga Kim Won-il                  |
| Poids légers (-60 kg)       | Pichai Sayotha        | Noureddin Chegini   | Jai Bhagwan Marufjon Faizulloev              |
| Poids super-légers (-64 kg) | Asghar Ali Shah       | Zhenis Nurghozhin   | Mark Jason Melligen Bayarjargalyn Bayanmönkh |
| Poids welters (-69 kg)      | Bakhyt Sarsekbayev    | Aliasker Bashirov   | Reza Ghazzimi Daiviin Otgonbayar             |
| Poids moyens (-75 kg)       | Dzhakhon Kurbanov     | Cho Deok-jin        | Ryota Murata Sherzod Abdurahmanov            |
| Poids mi-lourds (-81 kg)    | Yerdos Dzhanabergenov | Utkirbek Haydarov   | Homayoun Amiri Konstantin Makrausov          |
| Poids lourds (-91 kg)       | Skoukat Ali           | Jasur Matchanov     | Zhenis Taumurinov Jung Eu-chen               |
| Poids super-lourds (+91 kg) | Rohollah Hosseini     | Rustam Saidov       | Rustam Rygebayev Ahmad Wattar                |

### Tableau des médailles
| Place | Pays              | Médaille d'or, Asie | Médaille d'argent, Asie | Médaille de bronze, Asie | Total |
| ----- | ----------------- | ------------------- | ----------------------- | ------------------------ | ----- |
| 1     | Pakistan          | 3                   | 1                       | 0                        | 4     |
| 2     | Kazakhstan        | 2                   | 1                       | 3                        | 6     |
| 3     | Philippines       | 2                   | 0                       | 1                        | 3     |
| 4     | Corée du Sud      | 1                   | 2                       | 2                        | 5     |
| 5     | Iran              | 1                   | 1                       | 2                        | 4     |
| 6     | Thaïlande         | 1                   | 0                       | 2                        | 3     |
| 6     | Tadjikistan       | 1                   | 0                       | 2                        | 3     |
| 8     | Ouzbékistan       | 0                   | 3                       | 1                        | 4     |
| 9     | Mongolie          | 0                   | 1                       | 3                        | 4     |
| 10    | Turkménistan      | 0                   | 1                       | 0                        | 1     |
| 10    | Corée du Nord     | 0                   | 1                       | 0                        | 1     |
| 12    | Vietnam           | 0                   | 0                       | 2                        | 2     |
| 13    | Inde              | 0                   | 0                       | 1                        | 1     |
| 13    | Indonésie         | 0                   | 0                       | 1                        | 1     |
| 13    | Japon             | 0                   | 0                       | 1                        | 1     |
| 13    | Syrie             | 0                   | 0                       | 1                        | 1     |
| Total | 16 pays médaillés | 11                  | 11                      | 22                       | 44    |